# Anton Krenn
Anton Krenn (Vienna, 18 aprile 1911 – Vienna, 29 marzo 1993) è stato un calciatore austriaco, di ruolo centrocampista.

## Carriera

### Nazionale
Ha partecipato ai Giochi Olimpici di Berlino 1936, chiusi dalla sua nazionale con la vittoria della medaglia d'argento dopo la sconfitta ai tempi supplementari nella finale contro l'Italia; nel corso del torneo ha giocato in tutte e quattro le partite disputate dalla sua nazionale, senza mai segnare.